# Katedra Przemienienia Pańskiego w Koszedarach
Katedra Przemienienia Pańskiego w Koszedarach (lit. Kaišiadorių Kristaus Atsimainymo katedra) – główna świątynia rzymskokatolickiej diecezji koszedarskiej na Litwie. Mieści się w Koszedarach, przy ulicy T. Brazio.
Została wybudowana w stylu neogotyckim w 1932 roku. Posiada trzy nawy, oddzielone filarami, wysoką wieżę centralną i trzy narożne wieżyczki oraz apsydę.
W krypcie biskupiej katedry znajduje się grób arcybiskupa Teofiliusa Matulionisa, wieloletniego więźnia łagrów sowieckich, błogosławionego Kościoła katolickiego, beatyfikowanego w 2017.